# FA Cup Femenina
La FA Cup Femenina (o SSE Women's FA Cup por razones de patrocinio) es un trofeo anual de eliminación directa de fútbol femenino en Inglaterra. Creado como equivalente a la FA Cup masculina.
La primera edición se hizo en la temporada 1970-71 bajo el nombre de Mitre Challenge Trophy, y organizado por la Women's Football Association (WFA). Fue jugada por 71 equipos, incluyendo clubes de Escocia y Gales.
El Arsenal tiene el récord de más títulos, ganando catorce veces.

## Finales
Referencia.
| Año  | Campeón           | Resultado             | Subcampeón           | Goles                                                                                          | Estadio                                |
| ---- | ----------------- | --------------------- | -------------------- | ---------------------------------------------------------------------------------------------- | -------------------------------------- |
| 1971 | Southampton       | 4–1                   | Stewarton Thistle    | Southampton: Davies (3), Cassell                                                               | Crystal Palace National Sports Centre  |
| 1972 | Southampton       | 3–2                   | Lee's Ladies         | Southampton: Judd (2), Lopez                                                                   | Eton Park Asistencia: 1,500            |
| 1973 | Southampton       | 2–0                   | Westthorn United     | Kenway, Hale                                                                                   | Bedford Town FC Asistencia: 3,000      |
| 1974 | Fodens            | 2–1                   | Southampton          |                                                                                                | Bedford Town FC                        |
| 1975 | Southampton       | 4–2                   | Warminster           |                                                                                                | Dunstable Town FC                      |
| 1976 | Southampton       | 2–1 a.e.t.            | QPR                  | QPR: Margaret “Paddy” McGroarty                                                                | Bedford Town FC Asistencia: 1,500      |
| 1977 | QPR               | 1–0                   | Southampton          | Staley                                                                                         | Champion Hill Asistencia: 3,000        |
| 1978 | Southampton       | 8–2                   | QPR                  | Southampton: Pat Chapman (6)                                                                   | Slough Town FC                         |
| 1979 | Southampton       | 1–0                   | Lowestoft            | Pat Chapman                                                                                    | Waterlooville FC Asistencia: 1,200     |
| 1980 | St Helens         | 1–0                   | Preston North End    |                                                                                                |                                        |
| 1981 | Southampton       | 4–2                   | St Helens            |                                                                                                | Knowsley Road                          |
| 1982 | Lowestoft         | 2–0                   | Cleveland Spartans   | Linda Curl, Angela Poppy                                                                       | Loftus Road                            |
| 1983 | Doncaster Belles  | 3–2                   | St Helens            |                                                                                                | Sincil Bank                            |
| 1984 | Howbury Grange    | 4–2                   | Doncaster Belles     |                                                                                                | Sincil Bank                            |
| 1985 | Friends of Fulham | 2–0                   | Doncaster Belles     |                                                                                                | Craven Cottage                         |
| 1986 | Norwich           | 4–3                   | Doncaster Belles     | Norwich: Linda Curl, Miranda Colk, Sallie Jackson, Marianne Lawrence                           | Carrow Road                            |
| 1987 | Doncaster Belles  | 2–0                   | St Helens            |                                                                                                | City Ground                            |
| 1988 | Doncaster Belles  | 3–1                   | Leasowe Pacific      |                                                                                                |                                        |
| 1989 | Leasowe Pacific   | 3–2                   | Friends of Fulham    |                                                                                                | Old Trafford Asistencia: 941           |
| 1990 | Doncaster Belles  | 1–0                   | Friends of Fulham    | Coultard 61'                                                                                   | Baseball Ground Asistencia: 3,000      |
| 1991 | Millwall          | 1–0                   | Doncaster Belles     | Baldeo 65'                                                                                     | Prenton Park Asistencia:4,000          |
| 1992 | Doncaster Belles  | 4–0                   | Red Star Southampton |                                                                                                | Prenton Park                           |
| 1993 | Arsenal           | 3–0                   | Doncaster Belles     | Curley 45', Ball 45', Bampton 80'                                                              | Manor Ground, Oxford Asistencia: 3,547 |
| 1994 | Doncaster Belles  | 1–0                   | Knowsley United      | Walker 38'                                                                                     | Glanford Park Asistencia: 1,674        |
| 1995 | Arsenal           | 3–2                   | Liverpool            |                                                                                                | Prenton Park                           |
| 1996 | Croydon           | 1–1 a.e.t. (3–2 pen.) | Liverpool            | Liverpool: Burke 22' Croydon: Powell 38'                                                       | The New Den Asistencia: 2,110          |
| 1997 | Millwall          | 1–0                   | Wembley              | Waller 51'                                                                                     | Upton Park Asistencia: 3,015           |
| 1998 | Arsenal           | 3–2                   | Croydon              | Arsenal: Spacey 17', Yankey 52', Few 90+3 Croydon: Broadhurst (pen) 10', Powell 55'            | The New Den                            |
| 1999 | Arsenal           | 2–0                   | Southampton Saints   | Hayes (o.g) 14', Wheatley 41'                                                                  | The Valley Asistencia: 6,450           |
| 2000 | Croydon           | 2–1                   | Doncaster Belles     | Croydon: C.Walker 40', G.Hunt 67' Doncaster: Exley 40'                                         | Bramall Lane Asistencia: 3,434         |
| 2001 | Arsenal           | 1–0                   | Fulham               | Banks 52'                                                                                      | Selhurst Park Asistencia: 13,824       |
| 2002 | Fulham            | 2–1                   | Doncaster Belles     | Fulham: Yankey 55', Chapman 56' Doncaster: Handley 58'                                         | Selhurst Park Asistencia: 10,124       |
| 2003 | Fulham            | 3–0                   | Charlton Athletic    | Moore 18', Hills (o.g) 36', Williams (o.g) 61'                                                 | Selhurst Park Asistencia: 10,389       |
| 2004 | Arsenal           | 3–0                   | Charlton Athletic    | Fleeting (3) 23', 25', 83'                                                                     | Loftus Road Asistencia: 12,244         |
| 2005 | Charlton Athletic | 1–0                   | Everton              | Aluko 58'                                                                                      | Upton Park Asistencia: 8,567           |
| 2006 | Arsenal           | 5–0                   | Leeds United         | Ward (o.g) 3', Fleeting 34', Yankey 35', Smith (pen) 73', Sanderson 77'                        | The New Den Asistencia: 13,452         |
| 2007 | Arsenal           | 4–1                   | Charlton Athletic    | Charlton: Holtham 2' Arsenal: Smith 7', 80', Ludlow 15', 45'                                   | City Ground Asistencia: 24,529         |
| 2008 | Arsenal           | 4–1                   | Leeds United         | Arsenal: Smith 54', 83', Ludlow 59', Sanderson 60' Leeds: Clarke 69'                           | City Ground Asistencia: 24,582         |
| 2009 | Arsenal           | 2–1                   | Sunderland           | Arsenal: Chapman 32', Little 90' Sunderland: McDougall 90'                                     | Pride Park Stadium Asistencia: 23,291  |
| 2010 | Everton           | 3–2 a.e.t.            | Arsenal              | Arsenal: Little (pen) 43', Fleeting 54' Everton: Dowie 16', 119', White (o.g.) 45'+2'          | City Ground Asistencia: 17,505         |
| 2011 | Arsenal           | 2–0                   | Bristol Academy      | Little 19', Fleeting 32'                                                                       | Ricoh Arena Asistencia: 13,885         |
| 2012 | Birmingham City   | 2–2 a.e.t. (3–2 pen.) | Chelsea              | Birmingham City: Williams 90', Carney 111' Chelsea: Lander 69' Longhurst 101'                  | Ashton Gate Asistencia: 8,723          |
| 2013 | Arsenal           | 3–0                   | Bristol Academy      | Houghton 2' Nobbs 72' White 90'                                                                | Keepmoat Stadium Asistencia: 4,988     |
| 2014 | Arsenal           | 2–0                   | Everton              | Smith 15' Kinga 61'                                                                            | Stadium MK Asistencia: 15,098          |
| 2015 | Chelsea           | 1–0                   | Notts County         | Ji 39'                                                                                         | Wembley Stadium Asistencia: 30,710     |
| 2016 | Arsenal           | 1–0                   | Chelsea              | Carter 18'                                                                                     | Wembley Stadium Asistencia: 32,912     |
| 2017 | Manchester City   | 4–1                   | Birmingham City      | Manchester City: Bronze 18' Christiansen 25' Lloyd 32' Scott 80' Birmingham City: Wellings 73' | Wembley Stadium Asistencia: 35,271     |
| 2018 | Chelsea           | 3–1                   | Arsenal              | Chelsea: Bachmann 48', 60' Kirby 76' Arsenal: Miedema 73'                                      | Wembley Stadium Asistencia: 45,423     |
| 2019 | Manchester City   | 3–0                   | West Ham United      | Walsh 52' Stanway 81' Hemp 88'                                                                 | Wembley Stadium Asistencia: 43,264     |
| 2020 | Manchester City   | 3–1 a.e.t.            | Everton              | Manchester City: Mewis 40', Stanway 111', Beckie 120+2' Everton: Gauvin 60'                    | Wembley Stadium Asistencia: 0          |
| 2021 | Chelsea           | 3–0                   | Arsenal              | Chelsea:Kirby 3', Kerr 57', 77'                                                                | Wembley Stadium Asistencia: 40,942     |
| 2022 | Chelsea           | 3–2 a.e.t.            | Manchester City      | Chelsea:Kerr 33', 99', Cuthbert 63' Manchester City: Hemp 42', Raso 89'                        | Wembley Stadium Asistencia: 49,094     |
| 2023 | Chelsea           | 1–0                   | Manchester United    | Kerr 68'                                                                                       | Wembley Stadium Asistencia: 77,390     |
| 2024 | Manchester United | 4–0                   | Tottenham            | Toone 45+3', Williams 54', García 57', 74'                                                     | Wembley Stadium Asistencia: 76,082     |

### Palmarés
| Club                      | Campeón | Subcampeón | Temporada ganadora |
| ------------------------- | ------- | ---------- | --- |
| Arsenal                   | 14      | 3          | 1992–93, 1994–95, 1997–98, 1998–99, 2000–01, 2003–04, 2005–06, 2006–07, 2007–08, 2008–09, 2010–11, 2012–13, 2013–14, 2015–16 |
| Southampton               | 8       | 2          | 1970–71, 1971–72, 1972–73, 1974–75, 1975–76, 1977–78, 1978–79, 1980–81                                                       |
| Doncaster Belles          | 6       | 7          | 1982–83, 1986–87, 1987–88, 1989–90, 1991–92, 1993–94                                                                         |
| Chelsea                   | 5       | 2          | 2014–15, 2017–18, 2020-21, 2021-22, 2022-23                                                                                  |
| Manchester City           | 3       | 1          | 2016–17, 2018–19, 2019-20 |
| Everton                   | 2       | 4          | 1988–89, 2009–10 |
| Croydon/Charlton Athletic | 3       | 4          | 1995–96, 1999–2000 2004-2005                                                                                                 |
| Fulham                    | 2       | 1          | 2001–02, 2002–03 |
| Millwall                  | 2       | 0          | 1990–91, 1996–97 |
| St Helens                 | 1       | 3          | 1979–80 |
| Q.P.R.                    | 1       | 2          | 1976–77 |
| Friends of Fulham         | 1       | 2          | 1984–85 |
| Lowestoft                 | 1       | 1          | 1981–82 |
| Fodens                    | 1       | 0          | 1973–74 |
| Howbury Grange            | 1       | 0          | 1983–84 |
| Norwich                   | 1       | 0          | 1985–86 |
| Birmingham City           | 1       | 1          | 2011–12 |
| Liverpool                 | 0       | 2          | — |
| Southampton Saints        | 0       | 2          | — |
| Leeds United              | 0       | 2          | — |
| Bristol Academy           | 0       | 2          | — |
| Manchester United         | 1       | 1          | 2024 |
| Stewarton & Thistle       | 0       | 1          | — |
| Lee's Ladies              | 0       | 1          | — |
| Westhorn United           | 0       | 1          | — |
| Warminster                | 0       | 1          | — |
| Preston North End         | 0       | 1          | — |
| Cleveland Spartans        | 0       | 1          | — |
| Knowsley United           | 0       | 1          | — |
| Wembley                   | 0       | 1          | — |
| Sunderland                | 0       | 1          | — |
| Notts County              | 0       | 1          | — |
| West Ham United           | 0       | 1          | — |